# Batognica
Die Batognica ist ein Berg in den Julischen Alpen (Slowenien). Die Batognica ist 2164 Meter hoch und liegt am Krn-Gebirgsstock. Im Ersten Weltkrieg wurden hier zwischen italienischen und österreichischen Truppen Kämpfe ausgetragen (Minenkrieg).

## Kämpfe im Ersten Weltkrieg
Da am 16. Juni 1915 der Krn überraschend durch italienische Alpini-Einheiten erobert wurde, verlagerte sich der weitere Kampf um das Krn-Massiv auf die Batognica. Nachdem die italienischen Truppen sich mit der Besetzung des Krn zufriedengaben, konnten die österreichischen Truppen nach Heranführen von letzten Reserven die Batognica halten und besetzen. In der Folge entwickelte sich die Batognica zu einem Brennpunkt der Kämpfe im Krn-Massiv. Daher wurde der Berg mit Kavernen und Stellungen durch die österreichischen Truppen stark ausgebaut. Die italienischen Truppen versuchten nun mehrmals in schweren Kämpfen, die österreichischen Stellungen zu stürmen, was aber immer unter beidseitigen schweren Verlusten scheiterte.
Nachdem der weiße Tod im Winter 1915/16 reichlich Tote gekostet hatte und die Versorgung der Truppe am Berg oft nicht gesichert war, wurde im Laufe des Jahres 1916 eine Kriegsseilbahn zur Batognica gebaut.
Als sich zeigte, dass der Berg nicht im Sturm genommen werden konnte, begannen die italienischen Truppen mit dem in Südtirol schon länger durchgeführten Minenkrieg in der Tiefe des Berges.
Im Juli 1917 stand ohne Zweifel fest, dass die Italiener einen Sprengtunnel in Richtung der österreichischen Gipfelbesatzung vorantrieben. Im Gegensatz zum Kampf um den Col di Lana handelten die österreichischen Befehlshaber diesmal schnell und ließen die Gipfelverteidiger einen Gegenstollen zum italienischen Minenstollen graben. Am 31. Juli 1917 beendeten die Italiener die Bohrarbeiten für die zwei Sprengstollen. Nun begann das Laden der Mine. Durch ein am 9. August 1917 von Österreichern abgehörtes italienisches Telefongespräch wurde klar, dass die italienische Mine bald zur Sprengung fertig sein würde.
Am 11. August 1917 entdeckten die österreichischen Mineure Bretter in der Decke ihres Stollens. Es wurde schnell klar, dass man durch Zufall auf den italienischen Sprengstollen gestoßen war. Sofort begann man, den Sprengstoff in der italienischen Mine auszuräumen. Dies blieb von den Italienern unbemerkt. Trotz der Räumungsaktion wurde währenddessen der österreichische Minenstollen weiter ausgebaut.
Vier Tage später bemerkte die österreichische Seite italienische Stimmen an der Verdämmung des italienischen Minenstollens. Die Italiener versuchten, den Grund für die Fehlzündung der Mine herauszufinden, und schickten Kundschafter.
Zwei österreichische Wachen begannen kurz darauf ein Feuergefecht. Beide Seiten setzten bald darauf Maschinengewehre ein. Der Pulverdampf und die schlechte Sauerstoffversorgung führten dazu, dass einige österreichische Soldaten bewusstlos wurden und aus dem Stollen getragen werden mussten. Inzwischen war bereits ein weiterer italienischer Sprengstollen entdeckt und unschädlich gemacht worden.
Am 16. August 1917 explodierte eine dritte italienische Mine, die aber keinen Schaden anrichtete. Die österreichischen Mineure zündeten nun ihrerseits einen Teil des erbeuteten italienischen Sprengstoffs und brachten dadurch die zwei Minengänge zum Einsturz.
Ende August deutete sich an, dass die Italiener einen neuen Minenangriff vom dritten Sprengstollen aus wagten. Die österreichischen Mineure wühlten sich ihnen entgegen, und bevor die Minen aufeinander trafen, zündeten die österreichischen Mineure den Rest des erbeuteten italienischen Sprengstoffes, immerhin ca. 4,5 Tonnen. Die Stollen und viele italienische Kavernen stürzten augenblicklich ein und verschütteten die Italiener.
Mit Beginn der 12. Isonzoschlacht am 24. Oktober 1917 und der Aufgabe des Krn durch die Italiener drei Tage später endete die Kampftätigkeit in diesem Gebiet.